# Der Gefangene von Zenda

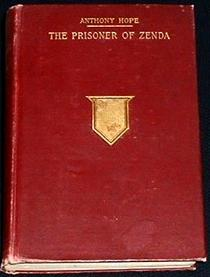
Die Zweite Auflage von Der Gefangene von Zenda

Der Gefangene von Zenda, englischer Originaltitel The Prisoner of Zenda, ist ein 1894 erschienener Abenteuerroman des britischen Autors Anthony Hope. Der Roman war ein Bestseller, nicht nur in Großbritannien, sondern auch im restlichen Europa und den USA, und begründete das später sehr populäre Genre der „ruritanischen Romanze“. 1898 veröffentlichte Hope eine Fortsetzung unter dem Titel Rupert von Hentzau.

## Handlung
Die Erzählung handelt Ende des neunzehnten Jahrhunderts in dem fiktiven Land Ruritanien, das irgendwo zwischen Sachsen und Böhmen liegt. Rudolf Rassendyll, der jüngere Bruder eines Lords, ist ein Gentleman vom Scheitel bis zur Sohle. Intelligent, mit Umgangsformen und ausgezeichneter Bildung und Ausbildung. Er hat, wenn überhaupt, nur einen Makel: er hat weder Beruf noch Aufgabe – womit seine Schwägerin ihn gerne aufzieht. Und noch eine Besonderheit zeichnet ihn aus: Rote Haare und eine lange Nase. Beides taucht immer wieder in der Geschichte der Rassendylls auf. Es handelt sich dabei um eine genetische Hinterlassenschaft eines Jahrzehnte zurückliegenden Fehltritts eines Elphbergs, der Herrscher von Ruritanien. Der jüngste Spross dieser Familie sieht gerade seiner Krönung als Rudolf V. entgegen. Rassendyll beschließt, ohne seiner Familie etwas davon zu erzählen, der Krönung beizuwohnen.
Bei einem Zwischenstopp in Paris erfährt er von Bekannten weitere Einzelheiten über Ruritanien: Prinz Rudolf hat einen jüngeren Halbbruder, Michael, der für fähiger gehalten wird und seinem Bruder den Thron neidet. Die Pariserin Antoinette de Mauban ist seine Geliebte. Rassendyll entdeckt sie in Dresden im gleichen Zug. In Ruritanien verlässt er den Zug bereits in Zenda und fährt nicht bis zur Hauptstadt Strelsau weiter. In einer kleinen Pension bemerkt man sofort seine Ähnlichkeit mit dem König. Auf einem Streifzug durch die Wälder von Zenda, vorbei an Michaels Burg, trifft er zufällig auf den Kronprinzen. Der war auf einem Jagdausflug mit seinen Adjutanten Oberst Sapt und Leutnant Fritz von Tarlenheim. Der Prinz, dem die Geschichte der Rassendylls bekannt ist, lädt den Engländer zum Abendessen in seine Jagdhütte ein.
Zum Abschluss des Abends präsentiert der trinkfreudige Prinz eine Flasche seines Bruders, von der er selbst das meiste trinkt. Sehr zu seinem Nachteil, wie sich am Morgen zeigt. Der Wein war offenbar mit einem Betäubungsmittel versetzt. Der Prinz ist nicht wachzukriegen. Sapt begreift sofort: Michael will die Krönung verhindern, den ungeliebten Kronprinzen bloßstellen und selber König werden. Er hat eine kühne Idee: Rassendyll soll an Rudolfs Stelle treten. Dieser lehnt zunächst ab, lässt sich dann aber aus Angst um das Wohlergehen seines Vetters überreden. Nachdem Rassendyll Frisur und Bart dem Aussehen des Prinzen angepasst hat, sind sie kaum noch zu unterscheiden. Die Täuschung gelingt. Niemand in der Kathedrale von Strelsau argwöhnt, Rudolf V. wird gekrönt. Bei der Zeremonie trifft Rassendyll erstmals Michael, der gute Miene zum bösen Spiel macht, und die zukünftige Königin, Prinzessin Flavia. Er findet „seine“ Verlobte auf Anhieb bezaubernd.
Mit Hilfe von Sapt und Fritz steht Rassendyll den Tag durch. Als er jedoch nachts mit Sapt heimlich zur Jagdhütte reitet, ist der echte König weg und sein Diener ermordet. Gerade noch entkommen Sapt und Rassendyll Michaels Häschern. Rassendyll bleibt nichts anderes übrig, als das Spiel weiter mitzuspielen. Nach einigen Tagen nimmt er auf Druck der Öffentlichkeit Kontakt zu Flavia auf. Bislang hatte er ein Treffen vermieden. Mit gutem Grund wie sich zeigt: Sie verlieben sich ineinander. Sapt findet das – an den echten König denkend – sehr praktisch. Der Engländer verwirft derweil den Gedanken, selbst an die Stelle des Königs zu treten, sofort wieder.
Als Antoinette de Mauban den neuen König zu einem Treffen bittet, hält Rassendyll das sofort für eine Falle. Er geht trotzdem hin. Antoinette war von Michael geschickt worden. Sie bittet Rassendyll, was immer auch geschehen möge, das Leben Michaels zu verschonen und warnt ihn vor Michaels Vertrauten und Handlangern, die auf ihn warten. Mit rustikaler Hilfe eines schmiedeeisernen Tisches kann sich Rassendyll seiner Angreifer erwehren und entkommen. Ihm wird klar, dass er handeln muss. Nicht nur, dass Michael ihn beseitigen will. Um den Thron zu besteigen, müsste dieser auch Flavia heiraten. Das will Rassendyll auf jeden Fall verhindern. Mit Sapt, Fritz und einigen getreuen Soldaten quartiert er sich auf dem Stammsitz der Tarlenheims ein, in der Nähe Zendas gelegen. Vorher gibt er dem Oberbefehlshaber der Truppen den Befehl, für den Fall, dass ihm etwas zustoße, Zenda anzugreifen und Michael gefangen zu nehmen oder zu töten und Prinzessin Flavia zu inthronisieren.
Von einem Diener Michaels erfahren sie, dass der König in Michaels Schloss in einem Verlies gefangen gehalten wird. Michaels Gewährsmänner haben Order, ihn bei einem Angriff auf das Schloss sofort zu töten. Während Sapt über einen Plan nachsinnt, bekommt Rassendyll Besuch von Michaels engstem Vertrauten Rupert von Hentzau: Michael biete ihm ein kleines Vermögen und freies Geleit an. Und auch von Hentzau hat einen Vorschlag zu machen: Rassendyll solle doch das Schloss angreifen. Dann würde der König getötet und er selbst werde sich um Michael kümmern, Rassendyll könne dann weiterregieren und ihn – Hentzau – anständig entlohnen. Nachdem Rassendyll ablehnt, entgeht er einem Messerattentat von Hentzaus nur knapp, er wird dabei verletzt.
Während Flavia zu Rassendyll geeilt ist, der sich im Krankenbett von seinem „Jagdunfall“ erholt, herrscht gespannte Ruhe in Zenda, da keine Partei etwas unternehmen kann. Als Michaels Diener berichtet, dem echten König gehe es immer schlechter, beschließen Rassendyll und Sapt einen Befreiungsversuch, zumal der britische Botschafter gehörig Staub aufwirbelt auf der Suche nach einem vermissten Landsmann namens Rudolf Rassendyll.
Durch ein geöffnetes Fenster dringt Rassendyll in das Schloss ein. Er will den König befreien, während Sapt mit seinen Soldaten das Haupttor angreift. Dabei wird er Zeuge, wie sich Hentzau an Antoinette heranmacht. Michael überrascht die beiden. Es kommt zum Kampf, bei dem Michael getötet wird. Rassendyll dringt bis zum König vor, tötet seine Wächter und schließt ihn sicher ein. Während Sapt das Schloss einnimmt, verfolgt Rassendyll den fliehenden Hentzau, kann ihn aber nicht erreichen. Durch einen Zufall erfährt Flavia Rassendylls wahre Identität. Schweren Herzens nehmen die beiden Abschied.
In der folgenden Nacht verlässt Rassendyll heimlich das Land. In Tirol lässt er sich den Bart nachwachsen, bevor er nach London zurückkehrt. Er erfindet eine abenteuerliche Liebesaffäre, um seine zweimonatige Abwesenheit zu erklären. Den Vorschlag seiner Schwägerin, als Attaché des neuen Botschafters nach Strelsau zu gehen, lehnt er dankend ab. Einmal im Jahr trifft er sich fortan mit seinem Freund Tarlenheim in Dresden, um Neues zu erfahren von Strelsau, Sapt, dem König und natürlich von Flavia, die ihm jedes Jahr eine rote Rose schickt, so wie er auch ihr.

## Verfilmungen
- 1913: Der Gefangene von Zenda – USA – Regie: Hugh Ford, Edwin S. Porter
- 1915: The Prisoner of Zenda – UK – Regie: George Loane Tucker
- 1922: Der Gefangene von Zenda (The Prisoner of Zenda) – USA – Regie: Rex Ingram – mit Lewis Stone und Ramón Novarro
- 1937: Der Gefangene von Zenda (The Prisoner of Zenda) – USA – Regie: John Cromwell – mit Ronald Colman und Madeleine Carroll
- 1952: Im Schatten der Krone (The Prisoner of Zenda) – USA – Regie: Richard Thorpe – mit Stewart Granger und Deborah Kerr
- 1979: Der Gefangene von Zenda (The Prisoner of Zenda) – USA – Regie: Richard Quine – mit Peter Sellers und Elke Sommer
- 1984: The Prisoner of Zenda – UK – Regie: Leonard Lewis – zweiteiliger Fernsehfilm der BBC
- 1988: The Prisoner of Zenda – Australien – Zeichentrickfilm
- 1996: Schnappt den Doppelgänger! (Prisoner of Zenda, Inc.) – USA – Regie: Stefan Scaini – Fernsehfilm mit Jonathan Jackson und William Shatner

Der Film Royal Flash (1975) weist eine ähnliche Handlung auf, und der Film Das große Rennen rund um die Welt (1965) parodiert in der Episode in Karpanien die Geschichte Hopes.

## Ausgaben
englisch
- The Prisoner of Zenda. J.W. Arrowsmith, Bristol 1894 (Erstausgabe).
- The Prisoner of Zenda. Mit einer Einleitung von Geoffrey Household. Dent, London 1984, ISBN 0-460-02272-5.
- The Prisoner of Zenda. Penguin Popular Classics, Penguin Books Ltd., London 1994, ISBN 0-14-062131-8.
- The Prisoner of Zenda. Hrsg. und mit einer Einleitung versehen von Tony Watkins. Oxford University Press, Oxford und New York 1994, ISBN 978-0-19-955528-4.

deutsch
- Der Gefangene von Zenda: Romantische Erzählung. Deutsch von Clarence Sherwood. Deutsche Verlags-Anstalt, Stuttgart 1898.
- Der Gefangene von Zenda. Deutsch von Ronald M. Hahn. Ullstein, Berlin 1987, ISBN 3-548-21067-8.

## Sekundärliteratur
- Jopi Nyman: Under English Eyes: Constructions of Europe in Early Twentieth-century British Fiction. Rodopi, Amsterdam 2000, ISBN 90-420-1572-1.
- S. Gorley Putt: The Prisoner of 'The Prisoner of Zenda': Anthony Hope and the Novel of Society. In: Essays in Criticism 6, 1956, S. 38–59.
- Raymond P. Wallace: Cardboard Kingdoms. In: San Jose Studies 13, 1987, S. 23–34.